# Megaselia
Megaselia är ett släkte av tvåvingar. Megaselia ingår i familjen puckelflugor.

## Dottertaxa tillMegaselia, i alfabetisk ordning[1][2]
- Megaselia abalienata
- Megaselia abdita
- Megaselia abdominalis
- Megaselia abernethae
- Megaselia abludens
- Megaselia abstinens
- Megaselia achatinae
- Megaselia aciculata
- Megaselia aculeata
- Megaselia acuta
- Megaselia acutifurca
- Megaselia acutipennis
- Megaselia adempta
- Megaselia advena
- Megaselia aemula
- Megaselia aequalis
- Megaselia aequaliseta
- Megaselia aequidistans
- Megaselia aequilateralis
- Megaselia aequimarginata
- Megaselia aequiperabilis
- Megaselia aerivaga
- Megaselia aestiva
- Megaselia affinis
- Megaselia afghana
- Megaselia africola
- Megaselia agarici
- Megaselia agnata
- Megaselia agnatoides
- Megaselia alajuelensis
- Megaselia alata
- Megaselia albibasis
- Megaselia albicans
- Megaselia albicaudata
- Megaselia albiclava
- Megaselia albiclavata
- Megaselia albocingulata
- Megaselia aldabrae
- Megaselia aldrichi
- Megaselia aletiae
- Megaselia alisamorum
- Megaselia aliseta
- Megaselia alius
- Megaselia allopyga
- Megaselia alloterga
- Megaselia allothrix
- Megaselia alpina
- Megaselia alsea
- Megaselia altezza
- Megaselia alticolella
- Megaselia altifrons
- Megaselia amatorum
- Megaselia amica
- Megaselia amplicornis
- Megaselia amplicosta
- Megaselia amplifrons
- Megaselia amplipennis
- Megaselia ampullosa
- Megaselia analis
- Megaselia andicola
- Megaselia andrenae
- Megaselia andrewi
- Megaselia androidea
- Megaselia aneura
- Megaselia angelicae
- Megaselia angularis
- Megaselia angulata
- Megaselia angusta
- Megaselia angustiata
- Megaselia angustifrons
- Megaselia angustifurcata
- Megaselia angustina
- Megaselia annulipes
- Megaselia anomala
- Megaselia anomaliseta
- Megaselia anomaloterga
- Megaselia antecellens
- Megaselia antennalis
- Megaselia antennula
- Megaselia anterodorsalis
- Megaselia anterospinosa
- Megaselia anthracina
- Megaselia antialis
- Megaselia anticheira
- Megaselia anticonigra
- Megaselia apicalis
- Megaselia apodicraea
- Megaselia apoensis
- Megaselia apophysata
- Megaselia apozona
- Megaselia appendiculata
- Megaselia appetens
- Megaselia apposita
- Megaselia approximata
- Megaselia aquilonia
- Megaselia araneivora
- Megaselia arcticae
- Megaselia arctifurca
- Megaselia arcuata
- Megaselia arcuatilinea
- Megaselia ardua
- Megaselia argentea
- Megaselia argiopephaga
- Megaselia arietina
- Megaselia aristalis
- Megaselia aristata
- Megaselia aristica
- Megaselia aristolochiae
- Megaselia arizonensis
- Megaselia armata
- Megaselia armipectus
- Megaselia arquata
- Megaselia artangula
- Megaselia ashmolei
- Megaselia aspera
- Megaselia asthenichaeta
- Megaselia asymmetrica
- Megaselia aterrima
- Megaselia athesis
- Megaselia atomella
- Megaselia atratula
- Megaselia atriclava
- Megaselia atricolor
- Megaselia atricornis
- Megaselia atridorsata
- Megaselia atristola
- Megaselia atrita
- Megaselia atrosericea
- Megaselia atrox
- Megaselia attenuata
- Megaselia audreyae
- Megaselia aurantiaca
- Megaselia aurea
- Megaselia auriclava
- Megaselia auricoma
- Megaselia austera
- Megaselia australiae
- Megaselia badia
- Megaselia baezi
- Megaselia baltica
- Megaselia bambootelmatae
- Megaselia barbata
- Megaselia barberi
- Megaselia barbertonia
- Megaselia barbicauda
- Megaselia barbimargo
- Megaselia barbitergata
- Megaselia barbulata
- Megaselia baroringensis
- Megaselia barroensis
- Megaselia basicavata
- Megaselia basichaeta
- Megaselia basicrinalis
- Megaselia basipecten
- Megaselia basiseta
- Megaselia basispinata
- Megaselia basitarsalis
- Megaselia basitumida
- Megaselia basiveluta
- Megaselia beatricis
- Megaselia beckeri
- Megaselia bella
- Megaselia belumensis
- Megaselia benebarbata
- Megaselia beringensis
- Megaselia berndeseni
- Megaselia berndseni
- Megaselia beyeri
- Megaselia bezziana
- Megaselia biarticulata
- Megaselia bicolor
- Megaselia bifida
- Megaselia bifurcata
- Megaselia bihamulata
- Megaselia bilobulus
- Megaselia bimaculata
- Megaselia bingana
- Megaselia bipunctata
- Megaselia birdensis
- Megaselia bisecta
- Megaselia biseta
- Megaselia bisetalis
- Megaselia bisetigera
- Megaselia bisetulata
- Megaselia bisinuata
- Megaselia bispatulata
- Megaselia bistruncata
- Megaselia bivesicata
- Megaselia boesii
- Megaselia boliviana
- Megaselia boninensis
- Megaselia borgmeieri
- Megaselia bovista
- Megaselia bowlesi
- Megaselia brachyprocta
- Megaselia brevibarba
- Megaselia brevicauda
- Megaselia breviceps
- Megaselia breviciliata
- Megaselia brevicostalis
- Megaselia brevifemorata
- Megaselia brevifrons
- Megaselia brevineura
- Megaselia brevior
- Megaselia brevipes
- Megaselia brevis
- Megaselia brevisecta
- Megaselia breviseta
- Megaselia brevissima
- Megaselia breviterga
- Megaselia breviuscula
- Megaselia brevivallorum
- Megaselia brianbrowni
- Megaselia bridarollii
- Megaselia brokawi
- Megaselia bruchiana
- Megaselia bruesi
- Megaselia brunnea
- Megaselia brunneicornis
- Megaselia brunneipalpata
- Megaselia brunneipennis
- Megaselia brunneoflava
- Megaselia brunnicans
- Megaselia brunnipennis
- Megaselia brunnipes
- Megaselia buccata
- Megaselia buchsi
- Megaselia bulbicornis
- Megaselia bulbosa
- Megaselia burmensis
- Megaselia bursaria
- Megaselia bursella
- Megaselia burselloides
- Megaselia bursifera
- Megaselia buxtoni
- Megaselia caledoniae
- Megaselia californiensis
- Megaselia calvescens
- Megaselia camariana
- Megaselia campestris
- Megaselia canaliculata
- Megaselia canariensis
- Megaselia canaryae
- Megaselia capensis
- Megaselia capillicauda
- Megaselia capillipes
- Megaselia capronata
- Megaselia capta
- Megaselia carinata
- Megaselia carlynensis
- Megaselia carola
- Megaselia cassandra
- Megaselia castanea
- Megaselia castaneipleura
- Megaselia caudalis
- Megaselia caudifera
- Megaselia cavernicola
- Megaselia cavifemur
- Megaselia cavifrons
- Megaselia cavimargo
- Megaselia cercaria
- Megaselia cercisetaria
- Megaselia chaetocera
- Megaselia chaetogaster
- Megaselia chaetoneura
- Megaselia chaetopyga
- Megaselia chaetorhoea
- Megaselia chainensis
- Megaselia chapmani
- Megaselia chilochaeta
- Megaselia chiloensis
- Megaselia chinganica
- Megaselia chipensis
- Megaselia chlorocera
- Megaselia chlumetiae
- Megaselia chorogi
- Megaselia chrysophora
- Megaselia chrysopyge
- Megaselia ciliata
- Megaselia ciliatula
- Megaselia cilipes
- Megaselia cilla
- Megaselia cinerascens
- Megaselia cinerea
- Megaselia cinereifrons
- Megaselia cirratula
- Megaselia cirricauda
- Megaselia cirripes
- Megaselia cirripyga
- Megaselia cirriventris
- Megaselia citrinella
- Megaselia claggi
- Megaselia clara
- Megaselia claricornis
- Megaselia claripennis
- Megaselia claudia
- Megaselia clavipedella
- Megaselia clementsi
- Megaselia clemonsi
- Megaselia coacta
- Megaselia coaetanea
- Megaselia coalescens
- Megaselia coarctipennis
- Megaselia coccyx
- Megaselia cochlophila
- Megaselia coei
- Megaselia cognoscibilis
- Megaselia collini
- Megaselia colyeri
- Megaselia comfurcula
- Megaselia communiformis
- Megaselia communis
- Megaselia comorosensis
- Megaselia comosa
- Megaselia compacta
- Megaselia compacticeps
- Megaselia compar
- Megaselia comparabilis
- Megaselia compressa
- Megaselia concava
- Megaselia confirmata
- Megaselia conflugens
- Megaselia conformipar
- Megaselia conformis
- Megaselia confortata
- Megaselia conglomerata
- Megaselia congrex
- Megaselia congrua
- Megaselia conifera
- Megaselia connexa
- Megaselia consetigera
- Megaselia consimilis
- Megaselia consobrina
- Megaselia conspicua
- Megaselia conspicualis
- Megaselia constricta
- Megaselia constrictior
- Megaselia consueta
- Megaselia continuata
- Megaselia copalina
- Megaselia copiosa
- Megaselia cordobensis
- Megaselia corkerae
- Megaselia correlata
- Megaselia costalis
- Megaselia costella
- Megaselia costipennis
- Megaselia cothurnata
- Megaselia coulsoni
- Megaselia crassicosta
- Megaselia crassicostata
- Megaselia crassilla
- Megaselia crassimana
- Megaselia crassipes
- Megaselia crassirostris
- Megaselia crassitarsalis
- Megaselia crassivenia
- Megaselia crepidata
- Megaselia cribella
- Megaselia crinellicosta
- Megaselia crinellifemur
- Megaselia crinifrons
- Megaselia criniloba
- Megaselia crinipyga
- Megaselia crinita
- Megaselia criniticauda
- Megaselia criniventris
- Megaselia cristicincta
- Megaselia crocea
- Megaselia croceifascia
- Megaselia croceiventris
- Megaselia crocicornis
- Megaselia croeciclava
- Megaselia crosskeyi
- Megaselia ctenophora
- Megaselia cuneata
- Megaselia curtibarba
- Megaselia curticauda
- Megaselia curticiliata
- Megaselia curticosta
- Megaselia curtifrons
- Megaselia curtineura
- Megaselia curtinoides
- Megaselia curtispinosa
- Megaselia curtissima
- Megaselia curva
- Megaselia curvata
- Megaselia curvicapilla
- Megaselia curvitibia
- Megaselia curvivenia
- Megaselia cybele
- Megaselia daemon
- Megaselia dahli
- Megaselia damasi
- Megaselia daphne
- Megaselia darlingtonae
- Megaselia dawahi
- Megaselia debilis
- Megaselia debilitata
- Megaselia deceptrix
- Megaselia decipiens
- Megaselia decora
- Megaselia decussata
- Megaselia defecta
- Megaselia deficiens
- Megaselia definita
- Megaselia deflexilinea
- Megaselia delicatula
- Megaselia deltoides
- Megaselia deltomera
- Megaselia deltomima
- Megaselia deningi
- Megaselia dennerti
- Megaselia densa
- Megaselia densior
- Megaselia dentata
- Megaselia deprivata
- Megaselia destituta
- Megaselia destructor
- Megaselia deuteromegas
- Megaselia devia
- Megaselia dewittei
- Megaselia dewittensis
- Megaselia dewulfi
- Megaselia diana
- Megaselia dichroma
- Megaselia dickoni
- Megaselia differens
- Megaselia difficilis
- Megaselia digitalis
- Megaselia digiturgida
- Megaselia digressa
- Megaselia dilatata
- Megaselia dilatimana
- Megaselia dimidata
- Megaselia dimidia
- Megaselia diminuta
- Megaselia dimorphica
- Megaselia dinacantha
- Megaselia dinda
- Megaselia diplochaeta
- Megaselia diplothrix
- Megaselia directa
- Megaselia discolor
- Megaselia discrepans
- Megaselia discreta
- Megaselia disiuncta
- Megaselia disneyella
- Megaselia disparifemur
- Megaselia disparipennis
- Megaselia dispariseta
- Megaselia dispariterga
- Megaselia dissita
- Megaselia divergens
- Megaselia diversa
- Megaselia dolichoptera
- Megaselia doryphora
- Megaselia drakei
- Megaselia dreisbachi
- Megaselia dubitalis
- Megaselia dubitata
- Megaselia dupliciseta
- Megaselia durskae
- Megaselia ebejeri
- Megaselia eccoptomera
- Megaselia ectopia
- Megaselia edenensis
- Megaselia egena
- Megaselia eisfelderae
- Megaselia elegantula
- Megaselia eleuthera
- Megaselia elongata
- Megaselia emarginata
- Megaselia eminens
- Megaselia enderleini
- Megaselia epanquadrata
- Megaselia equisecta
- Megaselia erecta
- Megaselia errata
- Megaselia ethiopia
- Megaselia eupygis
- Megaselia euryprocta
- Megaselia evaginata
- Megaselia evoluta
- Megaselia exaltata
- Megaselia exangulata
- Megaselia exarcuata
- Megaselia excavata
- Megaselia excisa
- Megaselia excisoides
- Megaselia exiens
- Megaselia exquisita
- Megaselia exsecta
- Megaselia exsertacosta
- Megaselia extans
- Megaselia extensicosta
- Megaselia extensifrons
- Megaselia exuberans
- Megaselia falciphalli
- Megaselia falklandensis
- Megaselia falloconsueta
- Megaselia falsoluta
- Megaselia fasciiventris
- Megaselia fasciventris
- Megaselia fastigiicola
- Megaselia fausta
- Megaselia femoralis
- Megaselia fenestralis
- Megaselia fenestrata
- Megaselia fennicola
- Megaselia ferimpariseta
- Megaselia feronia
- Megaselia ferruginosa
- Megaselia feshiensis
- Megaselia ficaria
- Megaselia filamentosa
- Megaselia filiciarboris
- Megaselia fimbriata
- Megaselia finitima
- Megaselia fisheri
- Megaselia flammula
- Megaselia flava
- Megaselia flavescens
- Megaselia flavibasis
- Megaselia flavicans
- Megaselia flavicoxa
- Megaselia flavidula
- Megaselia flavifacies
- Megaselia flavifacioides
- Megaselia flavifrons
- Megaselia flavipes
- Megaselia flaviscutellata
- Megaselia flavistola
- Megaselia flaviventris
- Megaselia flavohalterata
- Megaselia flavopleura
- Megaselia flexivena
- Megaselia floccicauda
- Megaselia floricola
- Megaselia foederalis
- Megaselia fomitopsis
- Megaselia formosana
- Megaselia forticosta
- Megaselia fortinervis
- Megaselia fortipes
- Megaselia fortirostris
- Megaselia fortiuscula
- Megaselia frameata
- Megaselia franconiensis
- Megaselia fratercula
- Megaselia fraudulatrix
- Megaselia frontalis
- Megaselia frontata
- Megaselia frontella
- Megaselia fulminifacies
- Megaselia fulvicauda
- Megaselia fulviobscura
- Megaselia fulvipalpis
- Megaselia fumata
- Megaselia fumipennis
- Megaselia funeralis
- Megaselia fungicola
- Megaselia fungivora
- Megaselia furcatilis
- Megaselia furcatipennis
- Megaselia furcella
- Megaselia furcellans
- Megaselia furcilla
- Megaselia furcipriva
- Megaselia furculae
- Megaselia furtiva
- Megaselia furukawae
- Megaselia furva
- Megaselia furvicolor
- Megaselia fusca
- Megaselia fuscamplicosta
- Megaselia fusciclava
- Megaselia fuscinervis
- Megaselia fuscinula
- Megaselia fuscipalpis
- Megaselia fuscipleura
- Megaselia fuscivertex
- Megaselia fuscoides
- Megaselia fuscomaculata
- Megaselia fuscopleuralis
- Megaselia fuscovariana
- Megaselia fuscula
- Megaselia fusipalpis
- Megaselia gallagheri
- Megaselia galogensis
- Megaselia gargarans
- Megaselia gartensis
- Megaselia gemella
- Megaselia gemellima
- Megaselia genuina
- Megaselia georgiae
- Megaselia gerlachi
- Megaselia gigantea
- Megaselia gilvivitta
- Megaselia giraudii
- Megaselia glabrifrons
- Megaselia glabrimargo
- Megaselia glandularis
- Megaselia globicornis
- Megaselia globipyga
- Megaselia globulosa
- Megaselia gloriosa
- Megaselia goidanichi
- Megaselia gombakensis
- Megaselia goniata
- Megaselia gotoi
- Megaselia gouteuxi
- Megaselia gracilipalpis
- Megaselia gracilipes
- Megaselia gradualis
- Megaselia grandantennata
- Megaselia grandicosta
- Megaselia grandifurca
- Megaselia grandipennis
- Megaselia grandlabella
- Megaselia gratiosa
- Megaselia gravis
- Megaselia gregaria
- Megaselia gressitti
- Megaselia grisaria
- Megaselia griseifrons
- Megaselia griseipennis
- Megaselia groenlandica
- Megaselia halterata
- Megaselia hamaticauda
- Megaselia hanseni
- Megaselia hapalogaster
- Megaselia haraldlundi
- Megaselia harteni
- Megaselia hartfordensis
- Megaselia hauclaudia
- Megaselia hayleyensis
- Megaselia hebblewhitei
- Megaselia hebetifrons
- Megaselia hectochaeta
- Megaselia hemicyclia
- Megaselia hendersoni
- Megaselia henrydisneyi
- Megaselia hepworthae
- Megaselia hesperia
- Megaselia heterochaeta
- Megaselia heterodactyla
- Megaselia hexacantha
- Megaselia hexachaeta
- Megaselia hexamegas
- Megaselia hexanophila
- Megaselia hibernans
- Megaselia hibernica
- Megaselia hilaris
- Megaselia hirsuta
- Megaselia hirticaudata
- Megaselia hirticrus
- Megaselia hirtitarsalis
- Megaselia hirtiventris
- Megaselia hispida
- Megaselia holosericei
- Megaselia horsfieldi
- Megaselia hortensis
- Megaselia horticola
- Megaselia huachuca
- Megaselia humeralis
- Megaselia humida
- Megaselia hyalipennis
- Megaselia hybrida
- Megaselia hypochaeta
- Megaselia hypochondrica
- Megaselia hypopygialis
- Megaselia iberiensis
- Megaselia ignicornis
- Megaselia ignobilis
- Megaselia ilca
- Megaselia imberbis
- Megaselia imbricata
- Megaselia imitatrix
- Megaselia immaculipes
- Megaselia immodensior
- Megaselia immodesta
- Megaselia impariseta
- Megaselia imperfecta
- Megaselia impinguata
- Megaselia impressa
- Megaselia inaequalis
- Megaselia incarum
- Megaselia incisa
- Megaselia inclinata
- Megaselia incompleta
- Megaselia incompressa
- Megaselia incongruens
- Megaselia inconspicua
- Megaselia incontaminata
- Megaselia incostans
- Megaselia incrassata
- Megaselia incrassaticosta
- Megaselia indifferens
- Megaselia indigesta
- Megaselia inflaticornis
- Megaselia inflatipes
- Megaselia infracta
- Megaselia infraposita
- Megaselia infumata
- Megaselia innocens
- Megaselia innotata
- Megaselia inornata
- Megaselia inquinata
- Megaselia insecta
- Megaselia insignicauda
- Megaselia insolens
- Megaselia insons
- Megaselia integra
- Megaselia intercedens
- Megaselia intercostata
- Megaselia intergeriva
- Megaselia intersecta
- Megaselia intonsa
- Megaselia introlapsa
- Megaselia invenusta
- Megaselia invernessae
- Megaselia involuta
- Megaselia irene
- Megaselia iroquoiana
- Megaselia irregularis
- Megaselia irwini
- Megaselia isis
- Megaselia ismayi
- Megaselia jameslamonti
- Megaselia jheringi
- Megaselia joannae
- Megaselia jochiana
- Megaselia johnsoni
- Megaselia jorgensis
- Megaselia juli
- Megaselia juxtaplantata
- Megaselia juxtaposita
- Megaselia kanekoi
- Megaselia kanoi
- Megaselia keiseri
- Megaselia killarneyensis
- Megaselia kodongi
- Megaselia kolana
- Megaselia konnovi
- Megaselia kovaci
- Megaselia kuenburgi
- Megaselia kurahashii
- Megaselia labellaspinata
- Megaselia labellata
- Megaselia labellifera
- Megaselia labialis
- Megaselia labiata
- Megaselia labiella
- Megaselia labrosa
- Megaselia lactipennis
- Megaselia lacustris
- Megaselia laeta
- Megaselia laeviceps
- Megaselia laevigata
- Megaselia laevigoides
- Megaselia laevubrevis
- Megaselia laffooni
- Megaselia lalunensis
- Megaselia lamellicauda
- Megaselia lanata
- Megaselia lanceata
- Megaselia lanceolata
- Megaselia languescens
- Megaselia lapponica
- Megaselia largifrontalis
- Megaselia lata
- Megaselia latangula
- Megaselia lateralis
- Megaselia latericia
- Megaselia latibasis
- Megaselia laticosta
- Megaselia laticrus
- Megaselia latifasciata
- Megaselia latifemorata
- Megaselia latifrons
- Megaselia latifurca
- Megaselia latimanus
- Megaselia latinervis
- Megaselia latior
- Megaselia latipalpis
- Megaselia latipennis
- Megaselia latipes
- Megaselia latirostris
- Megaselia latitarsus
- Megaselia laxa
- Megaselia leleupi
- Megaselia lenis
- Megaselia leptacina
- Megaselia leptofemur
- Megaselia leucopleuralis
- Megaselia leucozona
- Megaselia levifrons
- Megaselia lilliput
- Megaselia limburgensis
- Megaselia lindbergi
- Megaselia lindneri
- Megaselia lineata
- Megaselia lineatipes
- Megaselia linoensis
- Megaselia littoralis
- Megaselia llanquihuea
- Megaselia longibarba
- Megaselia longicauda
- Megaselia longiciliata
- Megaselia longicostalis
- Megaselia longifurca
- Megaselia longinqua
- Megaselia longipalpis
- Megaselia longipennis
- Megaselia longiseta
- Megaselia longispina
- Megaselia longistyla
- Megaselia longula
- Megaselia lucida
- Megaselia lucifrons
- Megaselia lucipleura
- Megaselia luctuosa
- Megaselia luederwaldti
- Megaselia lugens
- Megaselia luisieri
- Megaselia luminifrons
- Megaselia luminosa
- Megaselia lunaris
- Megaselia lutea
- Megaselia luteicauda
- Megaselia luteiclava
- Megaselia luteicoxa
- Megaselia luteifasciata
- Megaselia luteipes
- Megaselia luteiventris
- Megaselia lutella
- Megaselia luteoides
- Megaselia lutescens
- Megaselia macrochaeta
- Megaselia maculafemoralis
- Megaselia maculiapex
- Megaselia maculifera
- Megaselia maculipennis
- Megaselia maculithorax
- Megaselia madeiraensis
- Megaselia magna
- Megaselia magnifica
- Megaselia mainitensis
- Megaselia major
- Megaselia malaisei
- Megaselia malayae
- Megaselia malhamensis
- Megaselia mallochi
- Megaselia malvinasensis
- Megaselia mammillata
- Megaselia manca
- Megaselia manicata
- Megaselia manselli
- Megaselia mantuana
- Megaselia manualis
- Megaselia maranguensis
- Megaselia marekdurskii
- Megaselia marekudurskii
- Megaselia marginalis
- Megaselia marina
- Megaselia martensi
- Megaselia masatierrana
- Megaselia maura
- Megaselia mcleani
- Megaselia meconicera
- Megaselia media
- Megaselia mediata
- Megaselia mediocris
- Megaselia mediocristata
- Megaselia mediterranea
- Megaselia megachaeta
- Megaselia megaglossa
- Megaselia megasetigera
- Megaselia meigeni
- Megaselia meijerei
- Megaselia melanderi
- Megaselia melanocephala
- Megaselia melanocholica
- Megaselia melanostola
- Megaselia mellea
- Megaselia mendax
- Megaselia mera
- Megaselia meracula
- Megaselia meridiana
- Megaselia meridionalis
- Megaselia meruensis
- Megaselia mesochaeta
- Megaselia metatarsalis
- Megaselia metropolitanoensis
- Megaselia micantifrons
- Megaselia michaelis
- Megaselia michali
- Megaselia microcera
- Megaselia microcurtineura
- Megaselia micronesiae
- Megaselia miguelensis
- Megaselia miki
- Megaselia mimica
- Megaselia mimodensior
- Megaselia miniseta
- Megaselia minor
- Megaselia minuta
- Megaselia minutior
- Megaselia minutussima
- Megaselia miripyga
- Megaselia miristigma
- Megaselia mixta
- Megaselia mixticolor
- Megaselia moderata
- Megaselia modesta
- Megaselia modica
- Megaselia modificata
- Megaselia moesta
- Megaselia monochaetina
- Megaselia montana
- Megaselia monticola
- Megaselia morani
- Megaselia morella
- Megaselia morena
- Megaselia morosa
- Megaselia mortenseni
- Megaselia morula
- Megaselia mountfieldensis
- Megaselia mucronifera
- Megaselia multispinulosa
- Megaselia multivesiculae
- Megaselia munita
- Megaselia murakamii
- Megaselia mutata
- Megaselia mutica
- Megaselia mutilata
- Megaselia naevia
- Megaselia nana
- Megaselia nanilla
- Megaselia nasoni
- Megaselia natalicola
- Megaselia nebulosa
- Megaselia necmera
- Megaselia necrophaga
- Megaselia necscabra
- Megaselia nectama
- Megaselia nectergata
- Megaselia nefeloptera
- Megaselia neivai
- Megaselia nemorensis
- Megaselia neocorynurae
- Megaselia nepenthina
- Megaselia nephelodes
- Megaselia nepos
- Megaselia nesiotica
- Megaselia nestor
- Megaselia nidanurae
- Megaselia nigella
- Megaselia nigellifrons
- Megaselia nigelloides
- Megaselia nigra
- Megaselia nigrescens
- Megaselia nigribasis
- Megaselia nigricauda
- Megaselia nigriceps
- Megaselia nigriclava
- Megaselia nigricornis
- Megaselia nigricorpus
- Megaselia nigrifemorata
- Megaselia nigripalpis
- Megaselia nigrita
- Megaselia nigritula
- Megaselia nigriventris
- Megaselia nigrofascipes
- Megaselia nitidifrons
- Megaselia nitidipennis
- Megaselia nocturnalis
- Megaselia norica
- Megaselia notabilis
- Megaselia notipennis
- Megaselia nubila
- Megaselia nubilifurca
- Megaselia nubilipennis
- Megaselia nudihalterata
- Megaselia nudilobulus
- Megaselia nudipalpis
- Megaselia nudipleura
- Megaselia nussbaumi
- Megaselia oblongifrons
- Megaselia obscura
- Megaselia obscurata
- Megaselia obscurella
- Megaselia obscuricauda
- Megaselia obscuripalpis
- Megaselia obscuripennis
- Megaselia obscuriterga
- Megaselia obscuriventris
- Megaselia ochracea
- Megaselia ochreola
- Megaselia ochripes
- Megaselia ocilferia
- Megaselia offuscata
- Megaselia okazakii
- Megaselia oligoseta
- Megaselia onis
- Megaselia opacicornis
- Megaselia orbata
- Megaselia orestes
- Megaselia orgaoa
- Megaselia orientata
- Megaselia orthoneura
- Megaselia ostravaensis
- Megaselia oweni
- Megaselia oviaraneae
- Megaselia oxybelorum
- Megaselia pabloi
- Megaselia pachydactyla
- Megaselia pagei
- Megaselia palaestinensis
- Megaselia pallicornis
- Megaselia pallidantennata
- Megaselia pallidicauda
- Megaselia pallidifemur
- Megaselia pallidipalpis
- Megaselia pallidipennis
- Megaselia pallidivena
- Megaselia pallidizona
- Megaselia palmeni
- Megaselia palmi
- Megaselia palpata
- Megaselia palpella
- Megaselia paludosa
- Megaselia pamirica
- Megaselia pangmaphae
- Megaselia papayae
- Megaselia papei
- Megaselia parabasiseta
- Megaselia parachaeta
- Megaselia paraensis
- Megaselia paraprocta
- Megaselia parasitica
- Megaselia parastigmatica
- Megaselia paricostalis
- Megaselia parnassia
- Megaselia parumhirta
- Megaselia paruminflata
- Megaselia parumlevata
- Megaselia parva
- Megaselia parviseta
- Megaselia parvorata
- Megaselia parvula
- Megaselia patellata
- Megaselia patellipes
- Megaselia patellipyga
- Megaselia patula
- Megaselia pauculitincta
- Megaselia paula
- Megaselia paupera
- Megaselia paupercula
- Megaselia pauxilla
- Megaselia peckorum
- Megaselia pecten
- Megaselia pectinifera
- Megaselia pectoraliformis
- Megaselia pectoralis
- Megaselia pectorella
- Megaselia pectunculata
- Megaselia pedalis
- Megaselia pedatella
- Megaselia pedicellata
- Megaselia penicillata
- Megaselia peniculifera
- Megaselia pentagonalifrons
- Megaselia pentagonalis
- Megaselia peraffinis
- Megaselia percaeca
- Megaselia perdistans
- Megaselia perdita
- Megaselia perfraea
- Megaselia perfusca
- Megaselia perichaeta
- Megaselia pernigra
- Megaselia perplexa
- Megaselia perspicua
- Megaselia perspinosa
- Megaselia pertincta
- Megaselia perumbrata
- Megaselia peruviana
- Megaselia peterseni
- Megaselia peyresquensis
- Megaselia phoebe
- Megaselia phoenicura
- Megaselia piccola
- Megaselia piceata
- Megaselia picta
- Megaselia pictella
- Megaselia picticolor
- Megaselia picticornis
- Megaselia pictoides
- Megaselia pictorufa
- Megaselia piliclasper
- Megaselia pilicrus
- Megaselia pilifemur
- Megaselia pilifera
- Megaselia pilifrons
- Megaselia pilipyga
- Megaselia piliventris
- Megaselia pilosella
- Megaselia pirirostris
- Megaselia plagiata
- Megaselia planifrons
- Megaselia planipes
- Megaselia plaumanni
- Megaselia plebeia
- Megaselia pleuralis
- Megaselia pleurochaeta
- Megaselia pleurofascia
- Megaselia pleurota
- Megaselia plurispinulosa
- Megaselia plutei
- Megaselia polidorii
- Megaselia polita
- Megaselia politiceps
- Megaselia politifrons
- Megaselia pollex
- Megaselia polonica
- Megaselia polychaeta
- Megaselia polyporicola
- Megaselia postcrinata
- Megaselia posticata
- Megaselia postorta
- Megaselia prachavali
- Megaselia praeacuta
- Megaselia praedafura
- Megaselia praefulgens
- Megaselia praeminens
- Megaselia pressicauda
- Megaselia pressifrons
- Megaselia pristina
- Megaselia privata
- Megaselia procera
- Megaselia proclinata
- Megaselia prodroma
- Megaselia producta
- Megaselia prolixa
- Megaselia prolixifurca
- Megaselia prolongata
- Megaselia propinqua
- Megaselia propior
- Megaselia prosthioxantha
- Megaselia protarsalis
- Megaselia protarsella
- Megaselia pruinosa
- Megaselia pruinosifrons
- Megaselia pseudociliata
- Megaselia pseudogiraudii
- Megaselia pseudomera
- Megaselia pseudopicta
- Megaselia pseudoscalaris
- Megaselia pteryacantha
- Megaselia pubecula
- Megaselia pulcherrima
- Megaselia pulicaria
- Megaselia pulicaripar
- Megaselia pulla
- Megaselia pulliclava
- Megaselia pullifrons
- Megaselia pullipalpis
- Megaselia pulveroboleti
- Megaselia pumila
- Megaselia punctata
- Megaselia punctifrons
- Megaselia punctipes
- Megaselia purificata
- Megaselia pusilla
- Megaselia pygidialis
- Megaselia pygmaea
- Megaselia pygmaeoides
- Megaselia pygmaeola
- Megaselia quadrata
- Megaselia quadribrevis
- Megaselia quadripunctata
- Megaselia quadriseta
- Megaselia quadrispinosa
- Megaselia quadrupliciseta
- Megaselia quartobrevis
- Megaselia quartobsoleta
- Megaselia quartocurta
- Megaselia quartolutea
- Megaselia quartopallida
- Megaselia quattuorbrevis
- Megaselia quintincisa
- Megaselia raetica
- Megaselia ramierzi
- Megaselia rara
- Megaselia raruvesiculae
- Megaselia recta
- Megaselia rectangulata
- Megaselia reducta
- Megaselia relicta
- Megaselia renata
- Megaselia repetenda
- Megaselia retardata
- Megaselia rettenmeyeri
- Megaselia reversa
- Megaselia reynoldsi
- Megaselia rhabdopalpis
- Megaselia richardsoni
- Megaselia riefi
- Megaselia rimacensis
- Megaselia rivalis
- Megaselia robertsoni
- Megaselia robinsoni
- Megaselia robusta
- Megaselia rotunda
- Megaselia rotundapicis
- Megaselia rotundicauda
- Megaselia rotundula
- Megaselia rubella
- Megaselia rubescens
- Megaselia rubicornis
- Megaselia rubida
- Megaselia rubricornis
- Megaselia rubronigra
- Megaselia rudimentalis
- Megaselia rudis
- Megaselia rufa
- Megaselia ruficornis
- Megaselia rufifrons
- Megaselia rufipennis
- Megaselia rufipes
- Megaselia rupestris
- Megaselia ruralis
- Megaselia russellensis
- Megaselia rustica
- Megaselia rutilipes
- Megaselia sacculata
- Megaselia sacculifera
- Megaselia safuneae
- Megaselia sakaiae
- Megaselia samoana
- Megaselia sandhui
- Megaselia sanguinea
- Megaselia saprophaga
- Megaselia sauteri
- Megaselia savannae
- Megaselia scabra
- Megaselia scalaris
- Megaselia schildi
- Megaselia schutti
- Megaselia schwarzi
- Megaselia sciaricida
- Megaselia scissa
- Megaselia scopalis
- Megaselia scopifera
- Megaselia scutellariformis
- Megaselia scutellaris
- Megaselia scutelliseta
- Megaselia seclusa
- Megaselia secreta
- Megaselia sejuncta
- Megaselia sembeli
- Megaselia semicrocea
- Megaselia semiferruginea
- Megaselia semihyalina
- Megaselia semilucens
- Megaselia semilutea
- Megaselia semimollis
- Megaselia semipolita
- Megaselia semota
- Megaselia senegalensis
- Megaselia septentrionalis
- Megaselia sepulchralis
- Megaselia sericata
- Megaselia serotina
- Megaselia serpentina
- Megaselia serrata
- Megaselia setacea
- Megaselia setalis
- Megaselia setaria
- Megaselia setella
- Megaselia seticauda
- Megaselia seticerca
- Megaselia seticlasper
- Megaselia seticosta
- Megaselia setifemur
- Megaselia setifer
- Megaselia setifimbria
- Megaselia setifrons
- Megaselia setigera
- Megaselia setimargo
- Megaselia setipectus
- Megaselia setipennis
- Megaselia setiventris
- Megaselia setulipalpis
- Megaselia sevciki
- Megaselia sexcrinata
- Megaselia sextaperta
- Megaselia sextobsoleta
- Megaselia sextohirta
- Megaselia sextolutea
- Megaselia sextovittata
- Megaselia seychellesensis
- Megaselia shannoni
- Megaselia shawi
- Megaselia sheppardi
- Megaselia shiyiluae
- Megaselia siamensis
- Megaselia sibulanensis
- Megaselia sibylla
- Megaselia sicaria
- Megaselia signabilis
- Megaselia silhouettensis
- Megaselia similifrons
- Megaselia similis
- Megaselia simiola
- Megaselia simplex
- Megaselia simplicior
- Megaselia simulans
- Megaselia sinefurca
- Megaselia sinuata
- Megaselia sinuosimargo
- Megaselia smirnovi
- Megaselia sobria
- Megaselia socia
- Megaselia sodalis
- Megaselia sokotrana
- Megaselia solita
- Megaselia solitaria
- Megaselia soluta
- Megaselia sordescens
- Megaselia sordida
- Megaselia southwoodi
- Megaselia specularis
- Megaselia speculifera
- Megaselia speculigera
- Megaselia speiseri
- Megaselia spelophila
- Megaselia spelunciphila
- Megaselia sphinx
- Megaselia spiculata
- Megaselia spinata
- Megaselia spinicincta
- Megaselia spiniclasper
- Megaselia spinigera
- Megaselia spinipectus
- Megaselia spinipleura
- Megaselia spinolabella
- Megaselia spinulata
- Megaselia spiracularis
- Megaselia splendens
- Megaselia splendescens
- Megaselia spodiaca
- Megaselia spoliata
- Megaselia spreta
- Megaselia stackelbergi
- Megaselia stenoterga
- Megaselia stephanoidea
- Megaselia stichata
- Megaselia stigmatica
- Megaselia stimulata
- Megaselia striativentris
- Megaselia stricta
- Megaselia striolata
- Megaselia styloprocta
- Megaselia suates
- Megaselia subalpina
- Megaselia subaristalis
- Megaselia subatomella
- Megaselia subcarinata
- Megaselia subcarpalis
- Megaselia subcavata
- Megaselia subcavifrons
- Megaselia subconvexa
- Megaselia subcrinosa
- Megaselia subcrocea
- Megaselia subcuneata
- Megaselia subflava
- Megaselia subfraudulenta
- Megaselia subfuscipes
- Megaselia subinflata
- Megaselia sublutea
- Megaselia submarginalis
- Megaselia submimica
- Megaselia subnitida
- Megaselia subnudifemur
- Megaselia subnudipennis
- Megaselia subnudiseta
- Megaselia subobscurata
- Megaselia subpalpalis
- Megaselia subpicta
- Megaselia subpleuralis
- Megaselia subpyricornis
- Megaselia subrecta
- Megaselia subscaura
- Megaselia subsetella
- Megaselia substricta
- Megaselia subtumida
- Megaselia subulicauda
- Megaselia subvittata
- Megaselia suis
- Megaselia sulcatifrons
- Megaselia sulfurella
- Megaselia sulina
- Megaselia sullivani
- Megaselia sulphurea
- Megaselia sulphuripes
- Megaselia sulphuriventris
- Megaselia sulphurizona
- Megaselia superans
- Megaselia supercilata
- Megaselia superciliata
- Megaselia superfurcata
- Megaselia superpilosa
- Megaselia supina
- Megaselia surdifrons
- Megaselia surophila
- Megaselia suspicata
- Megaselia sylvatica
- Megaselia sylvicola
- Megaselia symondsi
- Megaselia tabida
- Megaselia tama
- Megaselia tamanae
- Megaselia tamilnaduensis
- Megaselia tamoides
- Megaselia tanypalpis
- Megaselia tarsalis
- Megaselia tarsella
- Megaselia tarsicia
- Megaselia tarsodes
- Megaselia tasmaniensis
- Megaselia tecticauda
- Megaselia tenebricior
- Megaselia tenebricola
- Megaselia tenericoma
- Megaselia teneripes
- Megaselia tenuibasis
- Megaselia tenuicoma
- Megaselia tenuicosta
- Megaselia tenuiventris
- Megaselia teresamajewskae
- Megaselia tergalis
- Megaselia tergata
- Megaselia tergatula
- Megaselia tergitalis
- Megaselia termimycana
- Megaselia termitomyca
- Megaselia testacea
- Megaselia testaceicornis
- Megaselia tetrabrevis
- Megaselia tetrachaeta
- Megaselia tetraseta
- Megaselia tetrica
- Megaselia tetricifrons
- Megaselia teutoniae
- Megaselia textilis
- Megaselia thaleri
- Megaselia thalhammeri
- Megaselia tiagoensis
- Megaselia tibialis
- Megaselia tibiella
- Megaselia tinctipennis
- Megaselia tinglei
- Megaselia tinteri
- Megaselia tomatoae
- Megaselia tomskensis
- Megaselia tonsipalpis
- Megaselia tonyirwini
- Megaselia torautensis
- Megaselia totaflava
- Megaselia totanigra
- Megaselia transcarinata
- Megaselia translocata
- Megaselia translucida
- Megaselia transversiseta
- Megaselia triapitsyni
- Megaselia trichopleurophora
- Megaselia trichorrhoea
- Megaselia trilineata
- Megaselia tripartita
- Megaselia triplicicristae
- Megaselia tripliciseta
- Megaselia triquetra
- Megaselia trisecta
- Megaselia tristis
- Megaselia tritomegas
- Megaselia trivialis
- Megaselia trochanteralis
- Megaselia trochanterica
- Megaselia trogeri
- Megaselia troglodytica
- Megaselia trojani
- Megaselia trudiae
- Megaselia tubulifera
- Megaselia tubuliventris
- Megaselia tulearensis
- Megaselia tumida
- Megaselia tumidicornis
- Megaselia tumidicosta
- Megaselia tumidilla
- Megaselia tumidirostris
- Megaselia tumidula
- Megaselia tumipalpis
- Megaselia turbata
- Megaselia turbidipennis
- Megaselia turgida
- Megaselia turgidilla
- Megaselia turgipes
- Megaselia tweedensis
- Megaselia uliginosa
- Megaselia umbrata
- Megaselia umbrosa
- Megaselia undulans
- Megaselia unguicularis
- Megaselia ungulata
- Megaselia unichaeta
- Megaselia unicolor
- Megaselia unisetosa
- Megaselia unwini
- Megaselia ursina
- Megaselia ussuriensis
- Megaselia usticlava
- Megaselia ustipennis
- Megaselia ustulata
- Megaselia ustulithorax
- Megaselia utingensis
- Megaselia waagei
- Megaselia valida
- Megaselia valvata
- Megaselia vannusetarum
- Megaselia vapidicornis
- Megaselia variana
- Megaselia variegata
- Megaselia weissflogi
- Megaselia wellingtonensis
- Megaselia venalis
- Megaselia ventralis
- Megaselia verdensis
- Megaselia verna
- Megaselia vernalis
- Megaselia vernicosa
- Megaselia vernicosior
- Megaselia verralli
- Megaselia versicolor
- Megaselia vespertilionis
- Megaselia vestita
- Megaselia wheeleri
- Megaselia wickenensis
- Megaselia victorovi
- Megaselia viduata
- Megaselia villicauda
- Megaselia villosa
- Megaselia vinculata
- Megaselia winnemana
- Megaselia violata
- Megaselia virescens
- Megaselia virilis
- Megaselia withersi
- Megaselia vitiomera
- Megaselia vittata
- Megaselia woodi
- Megaselia vorata
- Megaselia vulcanica
- Megaselia wuzhiensis
- Megaselia xanthocera
- Megaselia xanthogastra
- Megaselia xanthophila
- Megaselia xanthopus
- Megaselia xanthopyge
- Megaselia xanthozona
- Megaselia yatesi
- Megaselia zaitzevi
- Megaselia zariaensis
- Megaselia zebrina
- Megaselia zeno
- Megaselia zeuzerae
- Megaselia zonata